# نخستین بوسه (فیلم ۱۹۹۸)
نخستین بوسه (انگلیسی: First Kiss; کره‌ای: 키스할까요?) فیلم محصول سال ۱۹۹۸ کره جنوبی به کارگردانی کیم ته کیون و تهیه‌کنندگی جونگ ته وون است.

## بازیگران
- آن جه ووک
- چوی جی وو
- لی گیونگ یونگ
- یو هه کیونگ
- بیون وو مین
- جانگ دونگ گون
- جین جه یونگ
- شین چول جین
- کیم بو سونگ
- کو سو یونگ
- لی جونگ سو[۳]
- لی یونگ ئه